# Sauville (Ardenes)
Sauville és un municipi francès situat al departament de les Ardenes i a la regió del Gran Est. L'any 2007 tenia 244 habitants.

## Demografia

### Població
El 2007 la població de fet de Sauville era de 244 persones. Hi havia 104 famílies de les quals 24 eren unipersonals (8 homes vivint sols i 16 dones vivint soles), 48 parelles sense fills i 32 parelles amb fills.
La població ha evolucionat segons el següent gràfic:
Habitants censats

### Habitatges
El 2007 hi havia 115 habitatges, 100 eren l'habitatge principal de la família, 10 eren segones residències i 5 estaven desocupats. 113 eren cases i 1 era un apartament. Dels 100 habitatges principals, 82 estaven ocupats pels seus propietaris, 14 estaven llogats i ocupats pels llogaters i 4 estaven cedits a títol gratuït; 3 tenien dues cambres, 12 en tenien tres, 30 en tenien quatre i 55 en tenien cinc o més. 73 habitatges disposaven pel capbaix d'una plaça de pàrquing. A 43 habitatges hi havia un automòbil i a 47 n'hi havia dos o més.

### Piràmide de població
La piràmide de població per edats i sexe el 2009 era:
| Homes | Edats   | Dones |
| ----- | ------- | ----- |
| 4     | 95 o +  | 0     |
| 0     | 90 a 94 | 0     |
| 8     | 85 a 89 | 4     |
| 0     | 80 a 84 | 0     |
| 12    | 75 a 79 | 0     |
| 8     | 70 a 74 | 8     |
| 4     | 65 a 69 | 4     |
| 12    | 60 a 64 | 8     |
| 4     | 55 a 59 | 0     |
| 4     | 50 a 54 | 4     |
| 12    | 45 a 49 | 4     |
| 12    | 40 a 44 | 20    |
| 0     | 35 a 39 | 0     |
| 12    | 30 a 34 | 4     |
| 4     | 25 a 29 | 12    |
| 4     | 20 a 24 | 4     |
| 8     | 15 a 19 | 8     |
| 12    | 10 a 14 | 0     |
| 20    | 5 a 9   | 4     |
| 0     | 0 a 4   | 8     |

## Economia
El 2007 la població en edat de treballar era de 139 persones, 91 eren actives i 48 eren inactives. De les 91 persones actives 82 estaven ocupades (50 homes i 32 dones) i 9 estaven aturades (6 homes i 3 dones). De les 48 persones inactives 12 estaven jubilades, 9 estaven estudiant i 27 estaven classificades com a «altres inactius».

### Ingressos
El 2009 a Sauville hi havia 107 unitats fiscals que integraven 270,5 persones, la mediana anual d'ingressos fiscals per persona era de 12.739 €.

### Activitats econòmiques
Dels 4 establiments que hi havia el 2007, 2 eren d'empreses de construcció i 2 d'empreses de comerç i reparació d'automòbils.
Dels 2 establiments de servei als particulars que hi havia el 2009, 1 era un guixaire pintor i 1 fusteria.
L'any 2000 a Sauville hi havia 9 explotacions agrícoles.

## Poblacions més properes
El següent diagrama mostra les poblacions més properes.